# Katiu (atolón)
Katiu, igualmente llamado Atina, es un atolón del archipiélago de las Tuamotu en Polinesia Francesa. Forma parte de la comuna de Katiu.

## Geografía
Katiu está ubicado a 39 km al sudeste de Raraka, a 26 km al noroeste del atolón de Makemo, así como a 575 km al este de Tahití. El atolón más cercano es el grupo de las islas Raevski a 15 km al sudeste. El atolón, de forma prácticamente rectangular tiene 24,5 km de longitud por 12 km de anchura máxima con una superficie de tierras emergidas de 10 km² y una laguna de una superficie de 232,5 km², accesible por dos pasos al este y el oeste.
Katiu está habitado permanentemente por aproximadamente 250 habitantes que viven principalmente en el pueblo de Hitianau ubicado sobre el motu noreste.

## Historia

### Llegada de los europeos
La primera mención de Katiu por un Europeo fue hecha por Fabian Gottlieb von Bellingshausen el 15 de julio de 1820, quien nombra el atolón isla Saken. El atolón es visitado igualmente el 20 de diciembre de 1840 por el explorador estadounidense Charles Wilkes durante su expedición austral.

### Periodo contemporáneo
En el siglo XIX se convierte en territorio francés, estando habitado en aquella época por unas 200 personas de origen polinesio quienes desarrollaban una pequeña producción de nácar. Debido a la profundidad de los pasos hacia la laguna, se trata de un puerto accesible a barcos de gran tonelaje. En aquella época el jefe de Katiu era igualmente jefe de las Islas Raevski compuestas por los tres pequeños atolones deshabitados de Hiti, Tepoto Sur y Tuanake. A mediados del siglo xix, el atolón es evangelizado con la fundación de la parroquia de San Gabriel en 1850 y la construcción más de un siglo más tarde, de la iglesia homónima en 1992, que depende de la archidiócesis de Papeete.

## Economía
Como la mayoría de las islas de Tuamotu, Katiu vive del cultivo de perlas y la recolección de copra, así como del turismo.
El atolón posee desde 2001 un aeródromo moderno , con una pista de 1180 m de longitud y una torre de control, ubicado al norte de la isla y conectado al pueblo principal por una pequeña carretera.

## Flora y fauna
Katiu acoge una colonia de la planta Cassytha filiformis y de Achyranthes aspera var. velutina otra planta de la familia Amaranthaceae. Así mismo existe una población endémica del ave playera de Tuamotu o titi (Prosobonia cancellata).